# Jean Le Frère
Jean Le Frère, ou encore Jean Le Frère de Laval, historien (né à Laval au commencement du XVIe siècle - 13 juillet 1583, Paris), historien, traducteur français.

## Biographie
Il arrive assez rapidement à Paris, où il est nommé principal du collège de Bayeux sous les auspices de René le Voyer de Paulmy, bailli de Touraine, son protecteur. Ses connaissances dans les langues classiques et l'histoire le mettent en relation avec plusieurs savants.
Il traduit en 1569 Flavius Josèphe. Il est l'auteur en 1573 de La Vraye et entiere histoire des troubles et guerres civiles. Il est l'auteur de poèmes en 1576 dans l'ouvrage  Erotopegnie ou Passetemps d'Amour de l'angevin Pierre Le Loyer. Il a traduit, du grec en français, la Chronique d'Eusèbe et plusieurs vies de Saints et de Saintes.
Il mourut à Paris, victime d'une maladie contagieuse qui moissonna cette année-là plusieurs milliers de Français échappés aux fureurs des guerres civiles. Ce fléau s'étendit de la capitale aux provinces. 

## Publications
1. une nouvelle édition du Dictionnaire latin-français de Robert Estienne, avec un Vocabulaire géographique, Paris, 1572, 2 vol, in-fol. ;
2. Histoire de Flase Joseph, traduite du grec en français par Bourgoin, nouvelle édition, corrigée avec la version latine, Paris, 1573, 2 vol. in-fol. ;
3. La Vraye et entiere histoire des troubles et guerres civiles, avenues de nostre temps, pour le faict de la religion, tant en France, Allemagne que Pays-Bas.  Recueillie de plusieurs discours françois & latins & reduite en dix-neuf livres. Paris, 1572, 2e édition. 1573-1574 in-8°, en 19 livres, 3e édition, 1575, 4e édition[1], 1576 avec un 20e livre, 5e éd. 1578, Nlle éd., 1582, Paris, Jean Poupy, 1583, À Paris, chez Iean Hulpeau, au mont Sainct Hila. Ce hideux tableau de crimes et de folies commence à l'année 1570.
4. La Vraye et entière Histoire des troubles et guerres civiles advenues de nostre temps, tant en France qu'en Flandre et pays circonvoisins, depuis 1560 jusqu'à présent. Paris, 1584, 2 vol. in-8° en 58 livres[2].
5. L'Histoire de France enrichie des plus notables occurrences et choses mémorables advenues en ce royaume de France et ès Pays-Bas de Flandres, soit en paix, soit en guerre, tant pour le fait séculier qu'ecclésiastique, reillie de divers mémoires, instructions et harangues d'ambassadeurs, négociations d'affaires, expéditions de guerre et autres avertissements particuliers. Paris, 1582. (En société avec Paul-Émile Piguerre, conseiller au Mans, natif du pays Chartrain)[3].
6. Dictionnaire françois et latin de Jean Thierri, augmenté et enrichi d'un recueil des noms propres modernes de la géographie, conférés aux anciens. Paris, 1572
7. Brief discours sur les troubles qui, depuis douze ans, ont continuellement agité et tourmenté le royaume de France et de la deffaicte d'aucuns chefs plus segnalez des mutins et séditieux qui les esmouvoyent et mettoyent sus, quand bon leur sembloit, avec une Exhortation à iceux mutins de bien tost abjurer leur erreur et hérésie  par Jean Le Masle ; en vers, sonnet par J. Le Frere de Laval. Lyon : Benoist Rigaud, 1573.
8. Oraison funèbre faite à Rome, aux obsèques du Très Chrestien Roi de France Charles IX. Par Marc-Antoine de Muret, Jurisconsulte, & citoyen de Rome. Traduite en Français, & mise à côté du latin, par M. Jean le Frère de Laval. Paris, Nicolas Chesneau, 1574
9. Le Charidème, ou du Mépris de la mort, prose ; avec plusieurs vers chrétiens, etc. Paris, 1579
10. Noëls et cantiques, sur l'advenement de Nostre Seigneur Jesus-Christ, Angers.

## Source partielle
« Jean Le Frère », dans Louis-Gabriel Michaud, Biographie universelle ancienne et moderne : histoire par ordre alphabétique de la vie publique et privée de tous les hommes avec la collaboration de plus de 300 savants et littérateurs français ou étrangers, 2e édition, 1843-1865 [détail de l’édition]